# Marcel Duchamp
Marcel Duchamp (Blainville-Crevon, 28 de juliol de 1887 – Neuilly-sur-Seine el 2 d'octubre de 1968) va ésser un pintor i escultor francès, creador dels ready-made. Participà d'una llarga carrera artística en diversos moviments artístics com el dadaisme, el futurisme, el cubisme i també del surrealisme. La seva influència en artistes i moviments posteriors és considerable i abasta fins a l'art més actual.
Per a Duchamp l'espectador juga un rol essencial en el fet artístic: L'acte creatiu no el fa només l'artista; l'espectador posa l'obra en contacte amb el món exterior mitjançant les seues interpretacions i intents de desxiframent, açò afegeix la seua contribució a l'art creatiu.

## Vida i obres
Nascut dins una família d'artistes, Marcel Duchamp és germà de l'escultor Raymond Duchamp-Villon (1876-1918), del pintor Jacques Villon (Gaston Duchamp) (1875-1963), i de la pintora Suzanne Duchamp (1889-1963) casada amb el pintor Jean Crotti.
Duchamp és un artista que va revolucionar la concepció de l'art al Segle XX. La seva obra és heterogènia i complexa i seria irreductible a un únic moviment artístic, ja que la seua obra travessa les més diverses avantguardes de principis de segle, com el futurisme, el cubisme, Dadà i el surrealisme.
Serà junt als seus germans, la seua germana i els seus amics que emprendrà el seu aprenentatge de la pintura. En els seus començaments, freqüentarà amb assiduïtat les obres d'artistes d'inspiració cubista com ara Fernand Léger o Robert Delaunay, també les d'Albert Gleizes i Jean Metzinger, autors de l'obra Du Cubisme (Sobre el cubisme) el 1912.
Ja el 1913, als Estats Units, les noves experimentacions europees es presenten a l'exposició Armory Show a Nova York. Duchamp va presentar el seu Nu descendant un escalier («Nu baixant una escala») que va causar tant furor com escàndol. En aquesta obra, d'on es desprenen diverses tendències cubistes i futuristes, Duchamp expressa el moviment continu mitjançant una sèrie de figures superposades, en una experiència similar a la de la cronofotografia.
Separat de la pintura per un temps, entre 1913 i 1915, va construir els seus primers ready-made, objectes quotidians que ell escollia per la seva neutralitat estètica: Roue de bicyclette («Roda de bicicleta») de 1913 o Le porte bouteille («La porta ampolla») de 1914 en són bons exemples. El 1917, amb el seu Fontaine («Font»), va assolir major celebritat. L'escultura consistia en un urinari signat amb el pseudònim «Richard Mutt». Segons Duchamp: «Que Richard Mutt hagi fabricat aquesta font amb les seues mans no té gens d'importància, només l'ha escollit. Ha pres un objecte ordinari de la vida quotidiana i l'ha situat de manera que el seu significat d'ús ha desaparegut sota un nou nom i un nou punt de vista, ha creat una nova manera de veure un cert objecte».
Instal·lat a Nova York el 1914 va forjar amistat amb Man Ray, Stieglitz i Francis Picabia, amb els quals fundà la revista predadà 291, que tindrà un impacte innegable sobre el posterior moviment dadaista.
A través de les seves obres, Duchamp aborda una reflexió sobre la noció d'Art, sobre l'estètica, precedint així l'art conceptual, l'art pop, fluxus i el happening, que han pres freqüents préstecs de les pràctiques artístiques de Duchamp. Els seus escrits van estar publicats sota el nom de Duchamp du signe el 1958, i Marchand du sel, el mateix any. Fou, també, el creador d'un personatge de ficció, Rrose Sélavy, escultor i autor d'aforismes.
Potser la seua obra més rica i estranya, i alhora la més complexa, és Mariée mise à nu par ses célibataires, même coneguda popularment com El gran vidre, realitzada sobre un panell de vidre. El Grand Verre és la finalització d'estudis preliminars a anteriors obres, que corresponen a l'obsessió per trobar una «forma veritable» invisible obtinguda per contacte, amb objecte de sintetitzar totes les seves teories màgiques i la seva teoria de l'art com «fet mental». Realitzat amb materials molt diversos com oli, fil d'aram o plom muntats sobre dos planxes de vidre, aquesta obra es va fer malbé, esquerdant-se i foradant-se, al seu transport el 1916, però Marcel Duchamp refusà restaurar-la.
Als darrers anys de la seua vida, Duchamp realitzà una obra pel Museu de Belles Arts de Filadèlfia, Étant donnés 1) La chute d'eau 2) le gaz d'éclairage (1944 - 1968), entorn escultural eròtic, prohibit a la vista del públic per la seua voluntat.
Aquest epitafi resta sobre la làpida de la seua tomba al cementiri de Rouen: «D'ailleurs, c’est toujours les autres qui meurent» («Des de l'altra banda, sempre són els altres qui moren»).
Duchamp col·laborà amb la revista tridimensional Aspen.

## Deixant enrere "l'art de la retina".
En aquesta època, Duchamp va llegir el tracte filosòfic de Max Stirner, L'Únic i la seva Propietat, l'estudi que considerava un altre punt d'inflexió en el seu desenvolupament artístic i intel·lectual. El va anomenar «un llibre notable... que no avança teories formals, sinó que segueix dient que l'ego sempre hi és en tot».
Mentre estava a Múnic el 1912, va pintar l'última de les seves pintures semblants al cubisme. Va començar The Bride Stripped Bare By Her Bachelors, Even, i va començar a fer plans per The Large Glass: gargotejant notes curtes per a si mateix, de vegades amb esbossos precipitats. Passarien més de deu anys abans que s'acabés aquesta peça. No se'n sap gaire cosa més de l'estada de dos mesos a Múnic, excepte que l'amic que va visitar tenia la intenció d'ensenyar-li els llocs d'interès i la vida nocturna, i que va ser influenciat per les obres del pintor alemany del segle xvi Lucas Cranach el Vell a l'obra de Múnic. la famosa Alte Pinakothek, coneguda per les seves pintures de mestres antics. Duchamp va recordar que feia diàriament el petit passeig per visitar aquest museu. Els estudiosos de Duchamp han reconegut durant molt de temps a Cranach la gamma de color ocre i marró suau que Duchamp va utilitzar més tard.
El mateix any, Duchamp també va assistir a la representació d'una adaptació escènica de la novel·la de 1910 de Raymond Roussel, Impressions d'Afrique, que presentava trames que es van convertir en elles mateixes, jocs de paraules, escenografies surrealistes i màquines humanoides. Va atribuir al drama haver canviat radicalment el seu enfocament a l'art i haver-lo inspirat per començar la creació de la seva The Bride Stripped Bare By Her Bachelors, Even, també coneguda com The Large Glass. El treball a The Large Glass va continuar fins al 1913, amb la seva invenció d'inventar un repertori de formes. Va fer apunts, esbossos i pintar estudis, i fins i tot va dibuixar algunes de les seves idees a la paret del seu pis.
Cap a finals de 1912, va viatjar amb Picabia, Apollinaire i Gabrielle Buffet-Picabia per les muntanyes del Jura, una aventura que Buffet-Picabia va descriure com una de les seves «incursions de desmoralització, que també eren incursions de broma i pallasso... la desintegració del concepte d'art». Les notes de Duchamp del viatge eviten la lògica i el sentit, i tenen una connotació surrealista i mítica.
Duchamp va pintar pocs llenços després de 1912, i en els que va fer, va intentar eliminar els efectes «pintòrics» i utilitzar un enfocament de dibuix tècnic.
El 1913, Duchamp es va retirar dels cercles de la pintura i va començar a treballar com a bibliotecari a la Bibliothèque Sainte-Geneviève per poder guanyar-se un sou digne mentre es concentrava en els àmbits acadèmics i treballava en el seu Gran Vidre. Va estudiar matemàtiques i física, àrees on es van produir nous descobriments emocionants. Els escrits teòrics d’Henri Poincaré van intrigar i inspirar particularment a Duchamp. Poincaré va postular que les lleis que es creia que regeixen la matèria eren creades únicament per les ments que les «entenien» i que cap teoria es podia considerar «vertadera». «Les coses en si no són allò que la ciència pot arribar..., sinó només les relacions entre les coses. Fora d'aquestes relacions no hi ha una realitat cognoscible», va escriure Poincaré el 1902. Com a reflex de la influència dels escrits de Poincaré, Duchamp va tolerar qualsevol interpretació del seu art en considerar-lo com la creació de la persona que el va formular, no com la veritat.
Els propis experiments de ciència-art de Duchamp van començar durant el seu mandat a la biblioteca. Per fer una de les seves peces preferides, 3 stoppages étalon, va deixar caure tres llargs de fil d'1 metre sobre llenços preparats, des d'una alçada d'1 metre. Els fils van aterrar en tres posicions ondulades aleatòries. Els va envernissar al seu lloc a les tires de tela blau-negre i les va enganxar al vidre. Després va tallar tres llistons de fusta amb les formes de les cordes corbes i va posar totes les peces en una caixa de croquet. Tres petits rètols de cuir amb el títol imprès en daurat estaven enganxats als fons de «stop». La peça sembla seguir literalment l'Escola del fil de Poincaré, part d'un llibre sobre mecànica clàssica.
Al seu estudi va muntar una roda de bicicleta cap per avall sobre un tamboret, fent-la girar de tant en tant només per veure-la. Tot i que sovint se suposa que la roda de bicicleta representa el primer dels «Readymades» de Duchamp, aquesta instal·lació en particular mai es va presentar a cap exposició d'art i finalment es va perdre. No obstant això, inicialment, la roda es va col·locar simplement a l'estudi per crear atmosfera: «M'agradava mirar-la igual que gaudeixo mirant les flames ballant en una llar de foc".

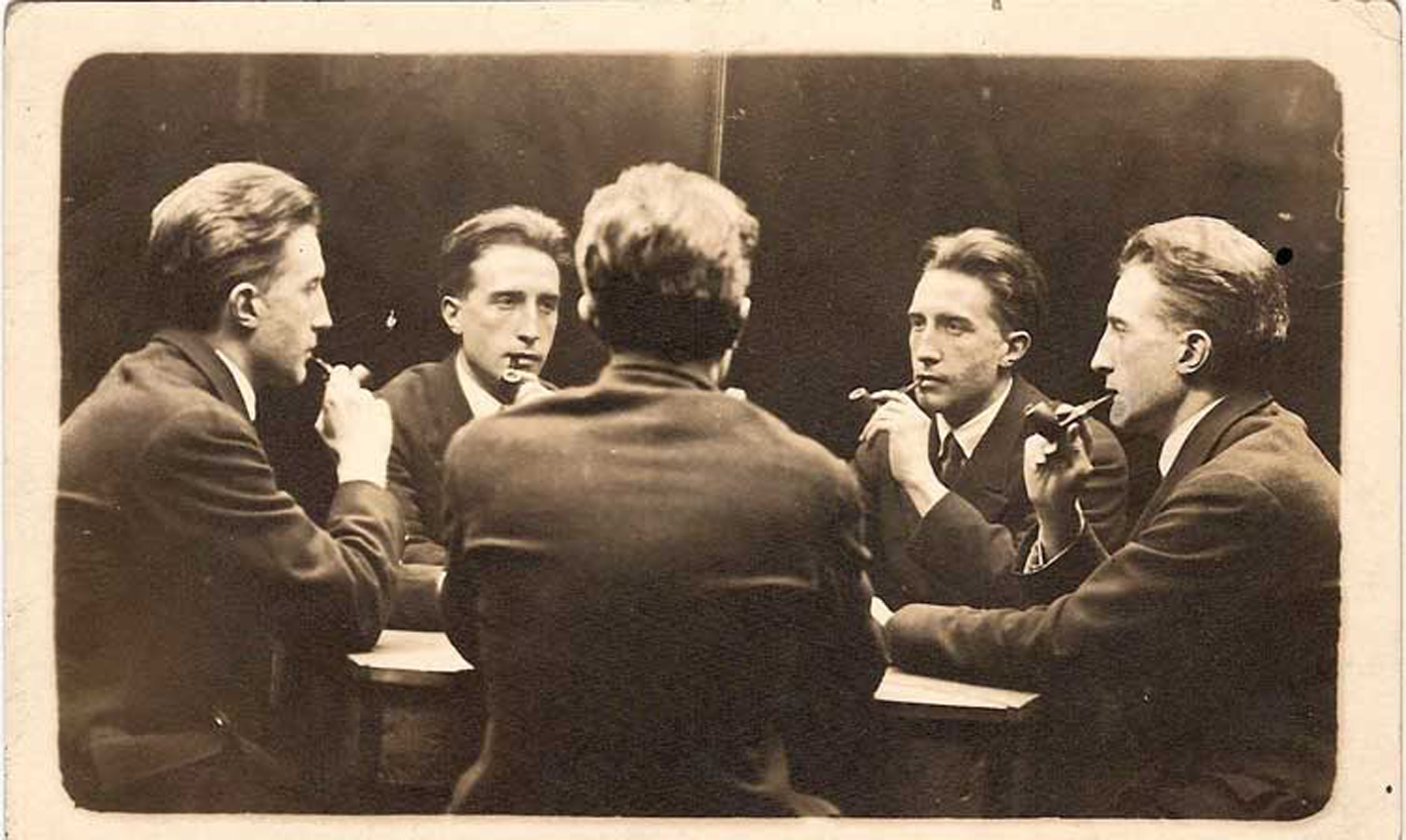
Retrat a cinc direccions de Marcel Duchamp, 21 de juny de 1917, Nova York

Després de l'inici de la Primera Guerra Mundial l'agost de 1914, amb els seus germans i molts amics al servei militar i ell mateix exempt (a causa d'un murmuri al cor), Duchamp es va sentir incòmode a París. Mentrestant, Nu baixant una escala havia escandalitzat els nord-americans a l'Armory Show, i va ajudar a aconseguir la venda de les seves quatre pintures a l'exposició. Així, en poder finançar el viatge, Duchamp va decidir emigrar als Estats Units l'any 1915. Per a la seva sorpresa, va descobrir que era una celebritat quan va arribar a Nova York el 1915, on ràpidament es va fer amistat amb la mecena Katherine Dreier i l'artista Man Ray. El cercle de Duchamp incloïa els mecenes de l'art Louise i Walter Conrad Arensberg, l'actriu i artista Beatrice Wood i Francis Picabia, així com altres figures avantguardistes. Tot i que parlava poc anglès, mentre donava classes de francès i amb alguns treballs a la biblioteca, va aprendre ràpidament l'idioma. Duchamp va passar a formar part d'una colònia d'artistes a Ridgefield, Nova Jersey, a l'altra banda del riu Hudson de la ciutat de Nova York.
Durant dos anys, els Arensberg, que seguirien sent els seus amics i mecenes durant 42 anys, van ser els propietaris del seu estudi. En lloc de lloguer, van acordar que el seu pagament seria The Large Glass. Una galeria d'art va oferir a Duchamp 10.000 dòlars anuals a canvi de tota la seva producció anual, però ell va declinar l'oferta, preferint continuar el seu treball a The Large Glass.

## Jugador d'escacs
Va ser, fora de la seua tasca artística, un excel·lent jugador d'escacs internacional. Campió de l'Alta Normandia el 1924, va participar en diverses ocasions al campionat de França i va formar part de l'equip francès a l'Olimpíada d'escacs de 1928 a la Haia, a l'Olimpíada d'escacs de 1930 a Hamburg, a l'Olimpíada d'escacs de 1931 a Praga, i a l'Olimpíada d'escacs de 1933 a Folkestone. Degut a la seva amistat amb Salvador Dalí, Duchamp va passar molts estius a Cadaqués on és recordada la seva figura habitual de jugador d'escacs al bar Melitón.
Mentre va viure a Greenwich Village, a Nova York, els anys 1940s, va jugar al Marshall Chess Club; la seva fotografia penja a la paret del club.